# Jovençan

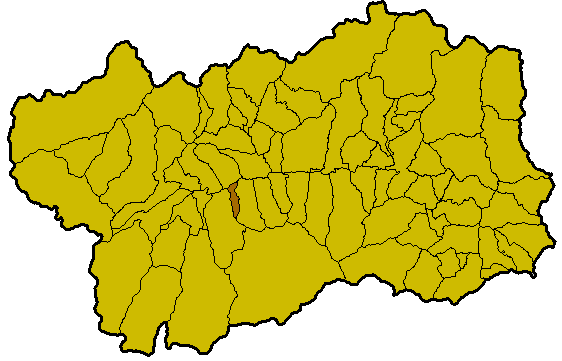
Ubicación del municipio de Jovençan en el Valle de Aosta.

Jovençan es una localidad italiana del Valle de Aosta, con 745 habitantes.

## Evolución demográfica
| Gráfica de evolución demográfica de Jovençan entre 1861 y 2001 |
|                                                                |
| Fuente ISTAT - elaboración gráfica de Wikipedia                |